# Замок Гемстеде
52°01′58″ пн. ш. 5°07′30″ сх. д. / 52.032778° пн. ш. 5.125° сх. д.

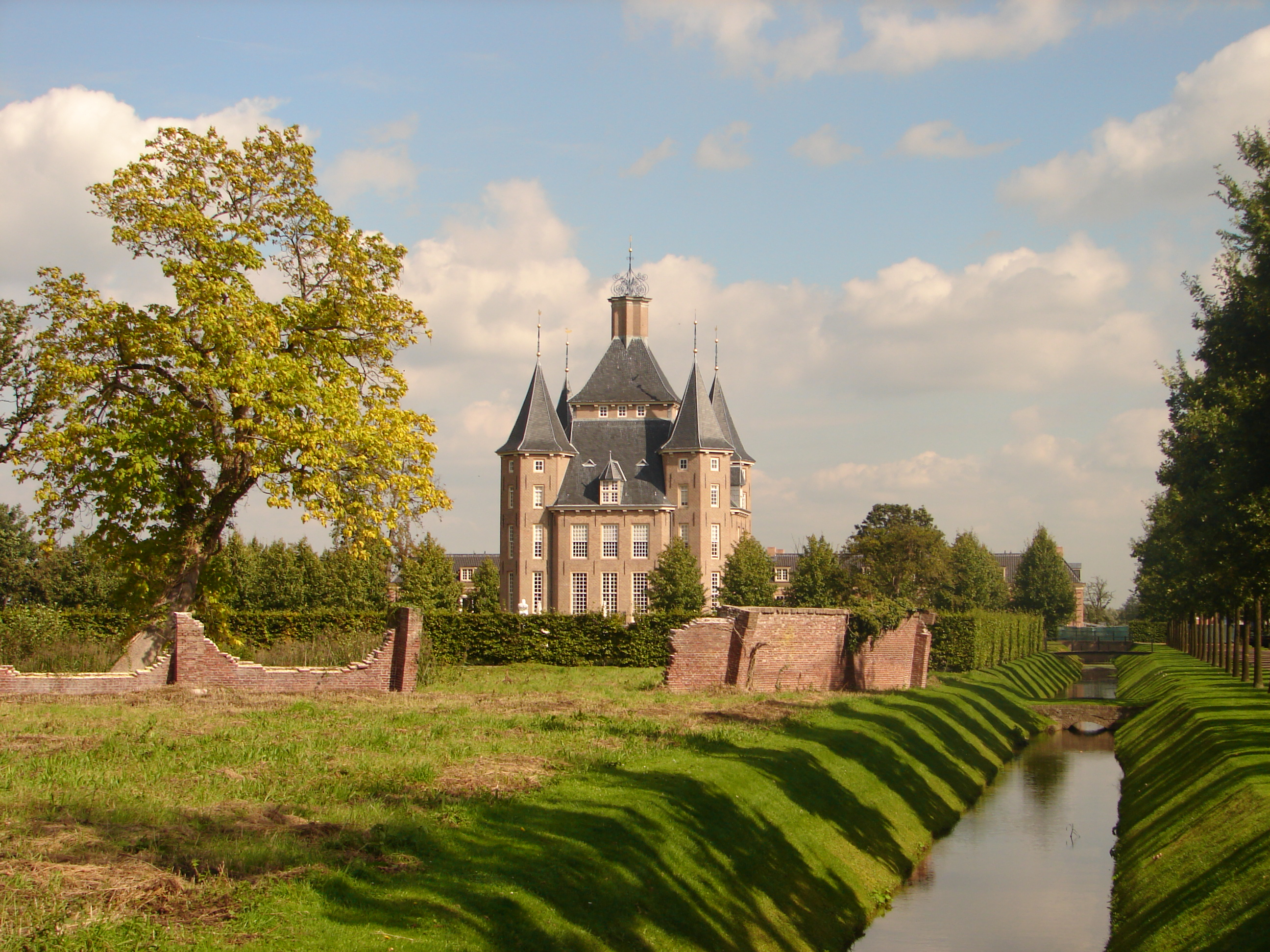
Палац Гемстеде, відновлений після пожежі.

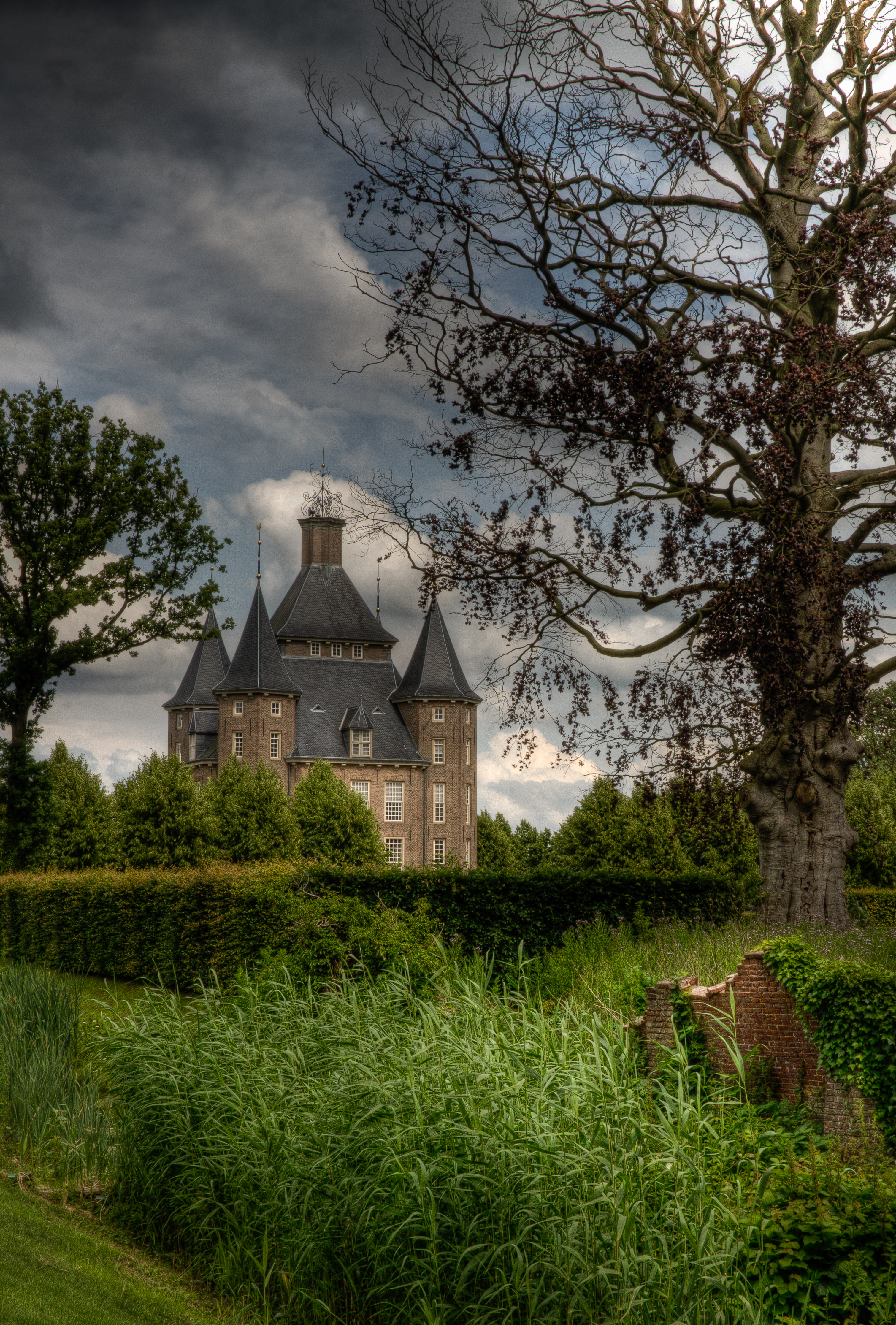
Палац (замок) Гемстеде.

Замок Гемстеде (нід. Kasteel Heemstede) - палацова споруда 17 століття в стилі голландського класицизму, неподалік міста Утрехта.

## Історія і побутування споруди
Замок Гемстеде виникає в добу, коли голландське мистецтво і архітектура втрачають демократичні традиції і навертаються до аристократизму.  Споруда традиційно зберігає назву «замок», хоча  не несе фортифікаційних чи захісних функцій через декоративність архітектурних форм і значний рівень комфорту. Замок створили у 1645 році в стилі голландського класицизму з садом бароко навколо. Маєток став спадкоємцем невеликого замку, що колись існував на околиці міста Утрехта з тою ж назвою.

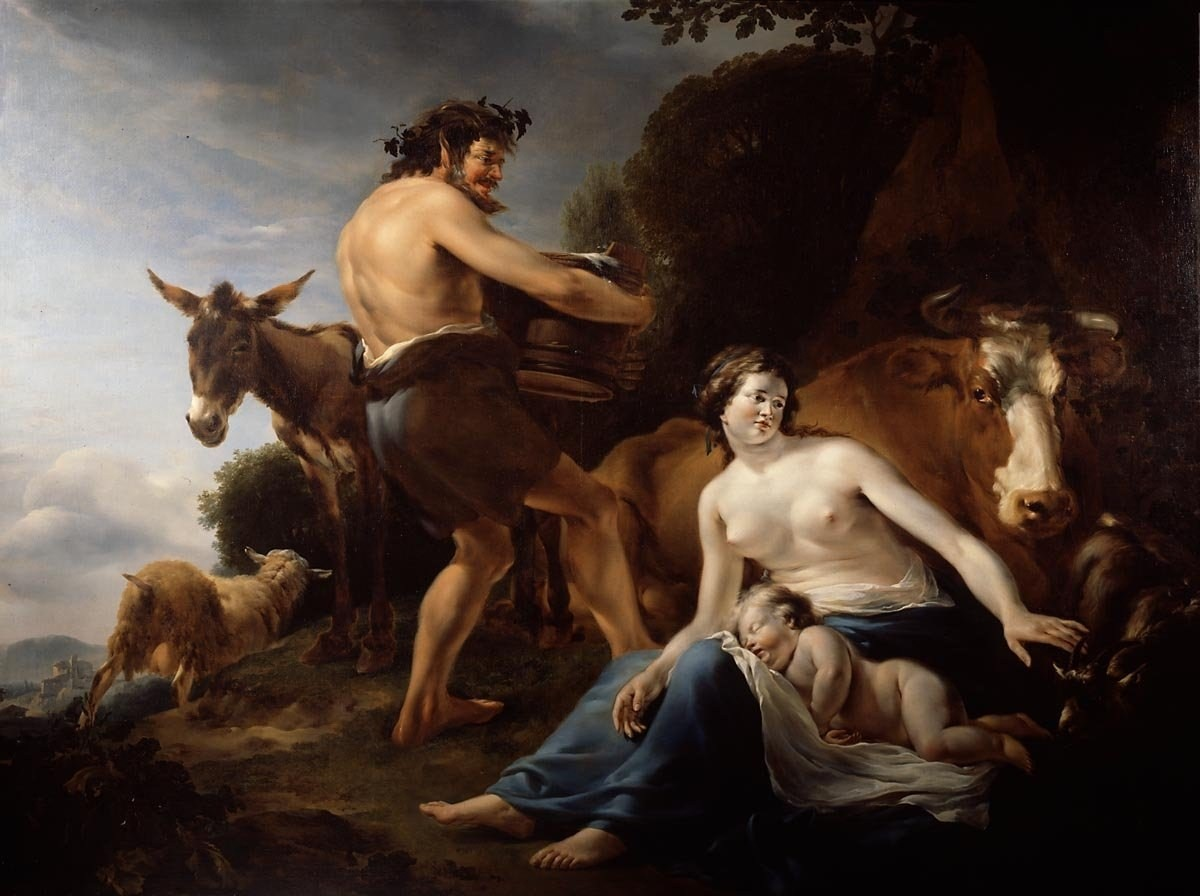
Ніколас Берхем. «Виховання Зевса».

Серед перших володарів замку - багатій Адріан Паув. Сад бароко існував в період 1645-1680 рр., де були створені алеї, фонтани, вольєри з рідкісними птахами, стрижені дерева і кущі. Адріан Паув був меценатом і замовляв картини художнику Ніколасу Берхему великого розміру для декорування залів палацу. Садиба справляла приємне враження  серед безлічі халуп та дрібної пересічної забудови голландських бюргерів. Гравюри садиби з садами бароко створив Ісаак Мушерон.
Між  1716 и 1723 роками садиба декілька разів змінила володарів, що погано вплинуло на її збереження. Можливо, в цей період були продані і картини замку. Особливо значно постраждали сади, які були відновлені у 1723 році. Наприкінці 18 століття садиба знов занепадає, розпланування доби бароко знищують, а дерева саду вирубають. Були продані також механізми фонтанів.  1919 року старий палац  придбала  и відремонтувала фірма  LJ Heijmeijer. Доля не була прихильною до стародавньої споруди і в мирний час. 10 січня 1987 року замок надзвичайно постраждав від пожежі. Майже 10 років стояв пусткою. Залишки історичної споруди придбала фірма  Phanos і до 1999 року відновила мури і дахи в історичному вигляді.
Замок - центрична споруда з чотирма вежами на кутах споруди. Частково збережені рови і частка рослин і дерев навколо.

## Галерея

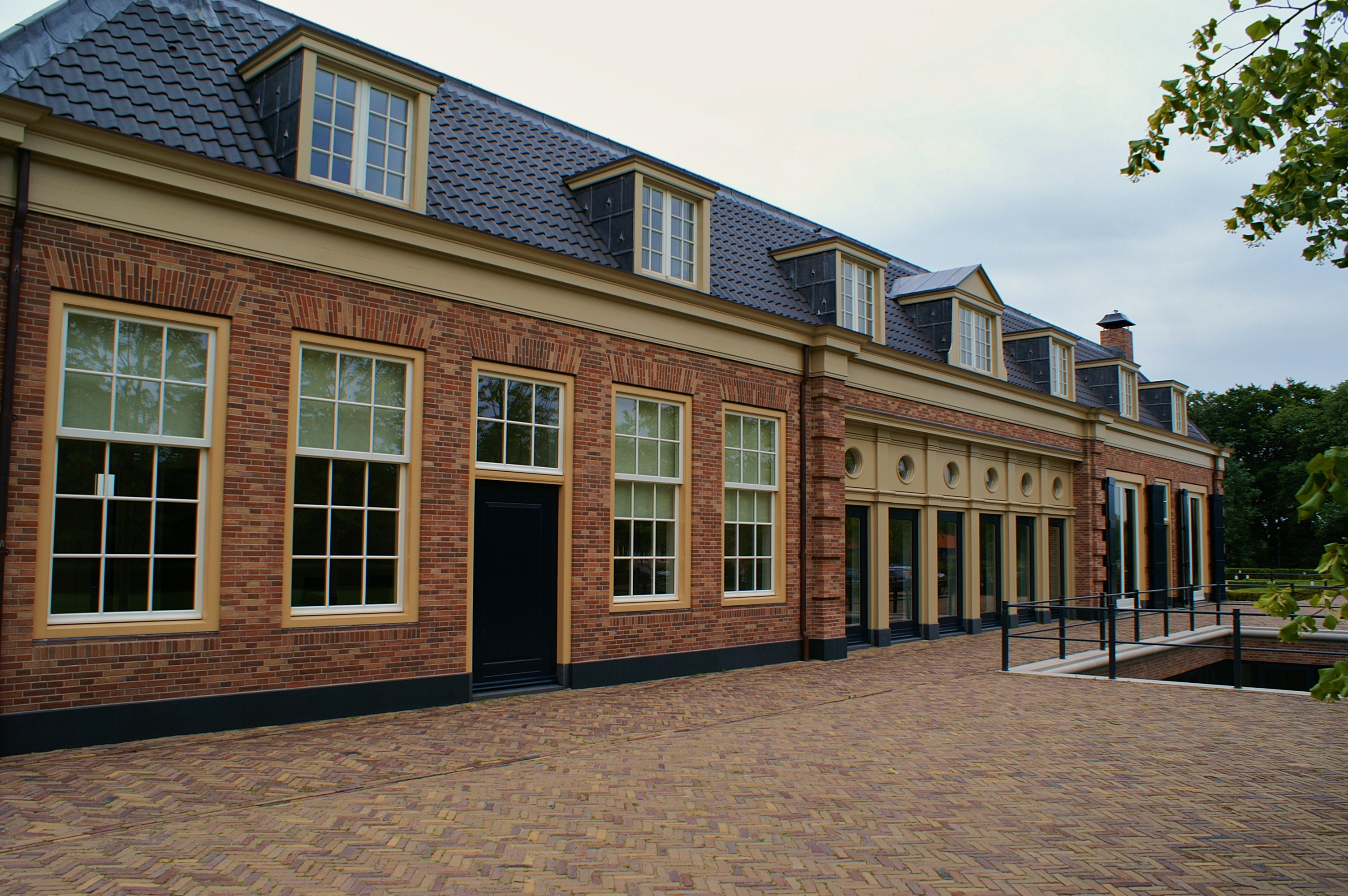
Флігель
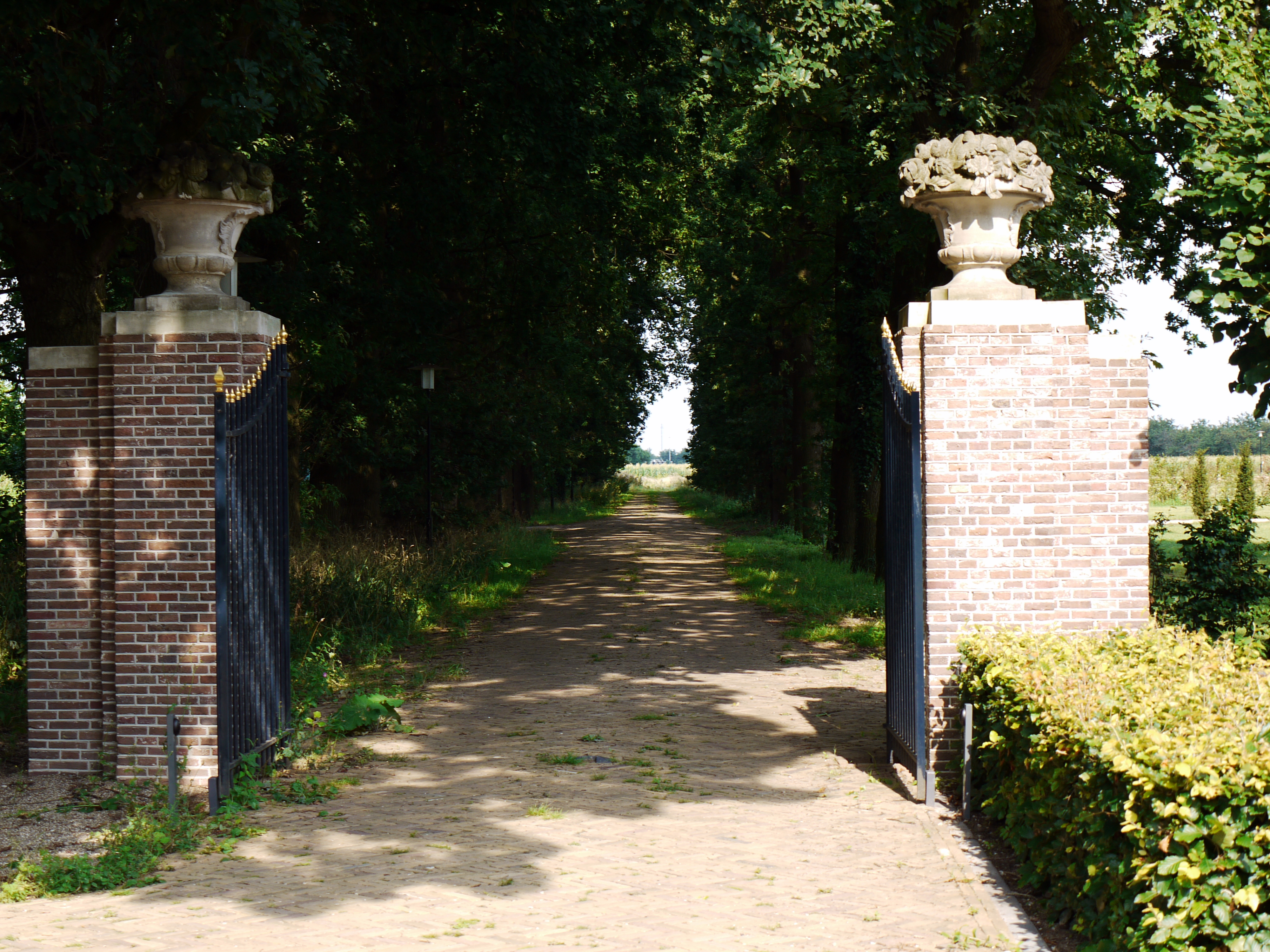
Брама до замку
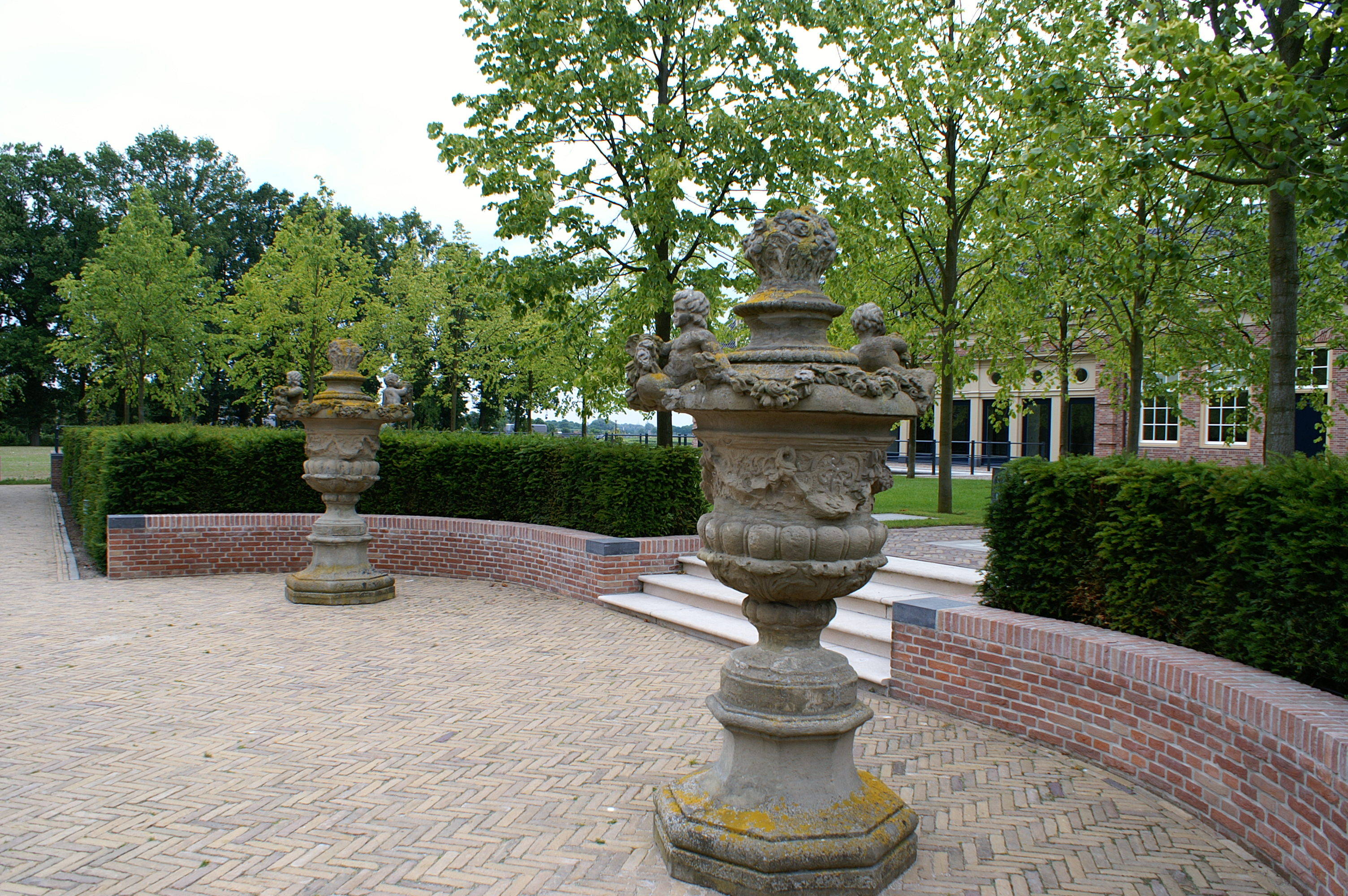
Відновлений куточок саду